# Toni Morrison
Toni Morrison, nascida Chloe Ardelia Wofford, (Lorain, 18 de fevereiro de 1931 - Nova Iorque, 5 de agosto de 2019) foi uma escritora, editora e professora estadunidense.
Seu livro de estreia, O olho mais azul (1970), é um estudo sobre raça, gênero e beleza — temas recorrentes em seus últimos romances. Despertou a atenção da crítica internacional com Song of Solomon (1977).
Amada (1987), o primeiro romance de uma trilogia que inclui Jazz (1992) e Paraíso (1997), ganhou o Prémio Pulitzer de melhor ficção. Morrison escreveu peças, ensaios, literatura infantil e um libreto de ópera.
Recebeu o Nobel de Literatura de 1993, por seus romances fortes e pungentes, que relatam as experiências de mulheres negras nos Estados Unidos durante os séculos XIX e XX.

## Biografia

### Primeiros anos
Toni Morrison nasceu em Lorain, em Ohio, nos Estados Unidos, numa família de classe média baixa. É a segunda dos quatro filhos do casal Ramah e Goerge Wofford. Seu nome de registro é Chloe Ardelia Wofford. Apesar das dificuldades financeiras da família, que sofria as consequências da Grande Depressão, Morrison era uma leitora ávida. Alguns de seus autores favoritos eram Jane Austen e Liev Tolstói. Em casa, ouvia de seu pai casos populares da comunidade negra estadunidense (no futuro, tal método de contar histórias influenciaria suas obras). De acordo com uma entrevista publicada no jornal The Guardian em 2012, Morrison se converteu ao catolicismo aos 12 anos e recebeu o nome de batismo "Anthony", que serviu de base para seu apelido "Toni".

### Vida acadêmica
Em 1949, Morrison ingressou na Universidade Howard, onde se formou em inglês em 1953. Dois anos mais tarde, completou um mestrado em inglês pela Universidade Cornell, onde apresentou uma tese sobre o suicídio nos trabalhos de William Faulkner e Virginia Woolf. Entre 1955 e 1957, ensinou inglês na Universidade do Sul do Texas em Houston. Depois, retornou à Universidade Howard, onde ocupou um cargo de professora.
Em 1958, ela se casou com o arquiteto jamaicano Harold Morrison, que também lecionava na Universidade Howard. O casal teve dois filhos - Harold e Slade - e se divorciou em 1964. Após a separação, Toni Morrison se mudou para Syracuse, no estado americano de Nova York, onde se tornou editora. Um ano e meio depois, ela foi contratada pela Random House, uma das principais editoras de livros em língua inglesa do mundo. Como editora, Toni Morrison ajudou a tornar a literatura negra popular nos Estados Unidos, publicando autores como Henry Dumas, Toni Cade Bambara, Angela Davis e Gayl Jones.
Paralelamente à carreira de editora, Morrison lecionou inglês na Universidade Estadual de Nova York e no campus de Brunswick da Universidade Rutgers. Em 1984, foi indicada a um cargo honorário na Universidade de Albany. Também foi professora em Yale e na Bard College. De 1989 até sua aposentadoria em 2006, a autora ocupou a cadeira Robert F. Goheen em Humanidades na Universidade de Princeton.
Apesar de fazer parte do Programa de Escrita Criativa de Princeton, Morrison não oferece oficinas para estudantes regularmente desde o fim dos anos 1990. No entanto, criou e desenvolveu o programa Princeton Atelier, que reúne estudantes talentosos com artistas mundialmente famosos. Juntos, artistas já estabelecidos e aprendizes produzem obras de arte que são apresentadas ao público ao fim do semestre. Em Princeton, Morrison encoraja o surgimento de novos autores e também o desenvolvimento de novas formas de arte.
Em junho de 2005, Toni Morrison foi agraciada com um diploma honorário de Doutora em Letras pela Universidade de Oxford.  Em 2011, a Universidade Rutgers também ofereceu à autora o título honorário de Doutora em Letras. Em março de 2012, Morrison estabeleceu residência no Oberlin College.

## Ficção
Toni Morrison começou a se dedicar à ficção na época em que fazia parte de um grupo de poetas e escritores que se encontravam na Universidade Howard para discutir literatura. Em um dos encontros, a autora apresentou um conto sobre uma garota negra que sonhava em ter olhos azuis. O conto serviu de base para o seu primeiro romance completo, O olho mais azul, publicado em 1970. O livro foi escrito enquanto Morrison dava aulas na universidade e criava os dois filhos pequenos.
Publicado em 1973, seu segundo romance Sula foi indicado, dois anos depois, ao National Book Award. Com o terceiro livro, Song of Solomon (1977), Morrison teve repercussão internacional e venceu o National Book Critics Circle Award, premiação britânica.
Em 1987, o livro Beloved se tornou um sucesso de crítica. Quando foi anunciado que o romance não tinha vencido o National Book Award nem o National Book Critics Circle Award, 48 críticos literários e escritores negros protestaram. Beloved ganhou uma adaptação para o cinema. O filme foi estrelado por Oprah Winfrey e Danny Glover. A história da escrava que inspirou Morrison a escrever Beloved também serviu de base para a criação da ópera Margaret Garner, também assinada pela autora.
Em 1993, Morrison foi a primeira escritora negra a receber o Prêmio Nobel de Literatura. Segundo a organização da premiação, a autora "dá vida a aspectos essenciais da realidade americana".
Além de seus romances mais conhecidos, Morrison também escreveu livros para crianças em parceria com seu filho mais novo, Slade Morrison, que trabalhava como pintor e músico. Slade morreu aos 45 anos, em dezembro de 2010.

## Feminismo
Os romances de Toni Morrison normalmente mostram mulheres negras com personalidades fortes e histórias de vida marcantes, mas a autora não considera suas obras feministas. Ela chegou a afirmar: "Não concordo com o patriarcado, e não acho que ele deve ser substituído pelo matriarcado. É uma questão de acesso igualitário, de abrir portas para todos os tipos de coisa". Entretanto, críticos literários identificam no trabalho de Morrison características do "feminismo pós-moderno", referindo-se à maneira como ela altera as dicotomias euro-americanas e reescreve a história contada pelos livros.

## Morte
Morrison morreu no Montefiore Medical Center, Bronx, Nova Iorque, em 5 de agosto de 2019, por complicações em uma pneumonia. Tinha 88 anos de idade.

## Obras publicadas

### Romances
- O olho mais azul (1970; ISBN 0-452-28706-5)
- Sula (1974; ISBN 1-4000-3343-8)
- Song of Solomon (1977; ISBN 1-4000-3342-X)
- Tar Baby (1981; ISBN 1-4000-3344-6)
- Amada (1987; ISBN 1-4000-3341-1)
- Jazz (1992; ISBN 1-4000-7621-8)
- Paraíso (1999; ISBN 0-679-43374-0)
- Amor (2003; ISBN 0-375-40944-0)
- A Mercy (2008)
- Voltar para casa (2012)
- God help the child (2015)

### Literatura infantil (com Slade Morrison)
- The Big Box (2002)
- The Book of Mean People (2002)

### Estórias curtas
- Recitatif (1983)

### Peças
- Dreaming Emmett (1986)

### Libretti
- Margaret Garner (2005)

### Não-ficção
- The Black Book (1974)
- Birth of a Nation'hood (co-editor) (1997)
- Playing in the Dark (1992)
- Remember:The Journey to School Integration (2004)

### Artigos
- This Amazing, Troubling Book (Uma análise de The Adventures of Huckleberry Finn por Mark Twain)

## Prêmios
- National Book Critics Circle Award (1977)
- Prémio Pulitzer de Ficção (1988)
- Prémio Nobel da Literatura (1993)